# Stuttgart Championship Series 1992
Lo Stuttgart Championship Series 1992 è stato un torneo di tennis giocato sul sintetico indoor. È stata la 5ª edizione del torneo, che fa parte della categoria Championship Series nell'ambito dell'ATP Tour 1992. Si è giocato a Stoccarda in Germania dal 17 al 23 febbraio 1992.

## Campioni

### Singolare maschile
Goran Ivanišević ha battuto in finale  Stefan Edberg con il punteggio di 6(5)–7, 6–3, 6–4, 6–4

### Doppio maschile
Tom Nijssen /  Cyril Suk hanno battuto in finale  John Fitzgerald /  Anders Järryd con il punteggio di 6–3, 6–7, 6–3